# Новкус-Артезиан
Новкус-Артезиан (ног. Ноькис) — аул в Нефтекумском городском округе Ставропольского края России.

## Варианты названия
- Навкус Артиз,
- Новкус-Артезианский[2].

## География
Расстояние до краевого центра: 231 км.
Расстояние до районного центра: 38 км.

## История
Основан в 1862—1863 годах ногайцами.

Первоаул Кельакай был назван по имени бая Адырмамбетова и стал располагаться в урочище Нокус-Кую с 1863 года. Названием «Нокус» звали ногайскую родовую ветвь Тулугаевского куба едисанского народа. С пробитием в 1904 году артезиана названия соединились и аул стали звать Новкус-Артезиан. Раньше здесь кочевали ногайские племена, которые постепенно стали переходить к оседлому образу жизни.— Гаазов В. Л. «Ставрополь и его окрестности. Ставрополье в названиях»
До 1 мая 2017 года аул был административным центром упразднённого Новкус-Артезианского сельсовета.

## Население
| 1926 | 1989  | 2002  | 2010  | 2014  | 2021  |
| ---- | ----- | ----- | ----- | ----- | ----- |
| 725  | ↗2211 | ↗2592 | ↘2386 | ↗2400 | ↘2384 |

По данным переписи 2002 года, 44 % населения — ногайцы.

## Инфраструктура
- Новкус-Артезианский культурно-досуговый центр[11]
- Ногайская региональная национально-культурная автономия Ставропольского края[12]

## Образование
- Детский сад № 15 «Василек». Открыт 2 марта 1948 года как детский сад-ясли[13]
- Средняя общеобразовательная школа № 13[14]

## Религия
27 августа 2001 года в Новкус-Артезиане состоялось учредительное собрание имамов Нефтекумского и Степновского районов Ставропольского края, на котором был сформирован Совет имамов Ставрополья.
В июле 2012 года в ауле открылась мечеть на 1000 мест.

## Люди, связанные с аулом
- Айдамир Ахмедович Ачмизов (1912—1942) — Герой Советского Союза, погиб при обороне аула

## Памятники
- Могила Героя Советского Союза А. А. Ачмизова, погибшего в борьбе с фашистами. 1942, 1962 годы.  261410162340005

## Кладбища
В границах населённого пункта расположено 3 открытых кладбища: 1 общественное и 2 вероисповедальных.